# Krzak (województwo lubelskie)
Krzak – wieś w Polsce położona w województwie lubelskim, w powiecie zamojskim, w gminie Nielisz.
W latach 1954–1972 wieś należała i była siedzibą władz gromady Krzak. W latach 1975–1998 miejscowość administracyjnie należała do województwa zamojskiego.
Wieś jest sołectwem w gminie Nielisz. Według Narodowego Spisu Powszechnego z roku 2011 wieś liczyła 337 mieszkańców.
Wierni Kościoła rzymskokatolickiego należą do parafii Chrystusa Króla w Złojcu.

## Historia
Według Słownika geograficznego Królestwa Polskiego z roku 1883 Krzak to wieś z folwarkiem w powiecie zamojskim, gminie i parafii Nielisz, leży w lesistej okolicy, pomiędzy rzekami Por i Wieprzem, oddalony o 17 wiorst na północny zachód od Zamościa, a 7 wiorst od Nielisza.
Wieś posiadała młyn wodny o 2 kamieniach na obszernym stawie. W roku 1883 było tu domów dworskich 3, włościańskich 19. Ludność w liczbie 179 stanowili katolicy w liczbie 149, rusini 17 i żydzi 13 osób. Wieś posiadała obszaru mórg 230. Młyn i folwark Krzak należały wówczas do dóbr Nielisz. Według noty SgKP cyt: „gleba ziemi żyzna, łąki obfite, pastwiska dobre, obfitują w raki i ryby, zbywane w sąsiednich miasteczkach. Stan zamożności włościan dobry”.